# American Idiot (sang)
"American Idiot" er første single på Green Day-albummet fra 2004 af samme navn.
Sangen blev ikke det store hit i gruppens hjemland USA, da teksten er negativ ikke mindst overfor præsident George W. Bush. I den forbindelse kan nævnes følgende tekstbidder: "Well maybe I'm the faggot America", "I'm not a part of a redneck agenda" og "One nation controlled by the media". Singlen og cd'en betragtes imidlertid som Green Days comeback og bandet vurderes at være et af verdens bedste live og mest populære punk/rock bands.[kilde mangler]

## Coverversioner og parodier
"Weird Al" Yankovic parodierede sangen i albummet Straight Outta Lynwood som "Canadian Idiot".
Det australske band 5 Seconds of Summer lavede en coverversion til Kerrang!s hyldest af American Idiot-albummet, og inkluderede det senere på sin EP Amnesia.